# Erythropitta
Erythropitta es un género de aves paseriforme de la familia Pittidae. El género contiene entre quince y diecisiete especies nativas del sudeste asiático, la Wallacea y Australasia. Anteriormente fue parte del género Pitta, pero un estudio de 2006 dividió la familia en tres géneros.

## Especies
Se reconocen las siguientes especies:
- Erythropitta kochi - pita de Luzón;[4]
- Erythropitta erythrogaster - pita ventrirroja;[4] dos de sus tres subespecies son consideradas por algunos como especies de pleno derecho:[5]
  - Erythropitta yairocho
  - Erythropitta inspeculata
- Erythropitta dohertyi - pita de Sula;
- Erythropitta celebensis - pita de Célebes;
- Erythropitta palliceps - pita de Siau;
- Erythropitta caeruleitorques - pita de las Sangihe;
- Erythropitta rubrinucha - pita moluqueña meridional; su única subespecie se considera por algunos como especie de pleno derecho:[5]
  - Erythropitta piroensis
- Erythropitta rufiventris - pita moluqueña septentrional;
- Erythropitta meeki - pita de las Luisiadas
- Erythropitta novaehibernicae - pita de las Bismarck; dos de sus tres subespecies son consideradas por algunos como especies de pleno derecho:[6]
  - Erythropitta splendida
  - Erythropitta gazellae
- Erythropitta macklotii - pita de Nueva Guinea; dos de sus cuatro subespecies son consideradas por algunos como especies de pleno derecho:[5]
  - Erythropitta habenichti
  - Erythropitta finschii
- Erythropitta arquata - pita bandeada;[4]
- Erythropitta granatina - pita granate;[4]
- Erythropitta venusta - pita graciosa;[4]
- Erythropitta ussheri - pita de Ussher.